# روبرتو گورتی
روبرتو گورتی (انگلیسی: Roberto Goretti؛ زادهٔ ۲۸ مهٔ ۱۹۷۶) بازیکن فوتبال اهل ایتالیا است.
از باشگاه‌هایی که در آن بازی کرده‌است می‌توان به باشگاه فوتبال پروجا، باشگاه فوتبال فوجا، باشگاه فوتبال آنکونا، باشگاه فوتبال بولونیا، باشگاه فوتبال باری، باشگاه فوتبال رجانا، باشگاه فوتبال کومو، باشگاه فوتبال ناپولی، و باشگاه فوتبال اتلتیکو آرتزو اشاره کرد.